# RS-28 사르마트
RS-28 사르마트(RS-28 Sarmat, Sarmatian, РС-28 Сармат, SS-X-30)는 러시아의 신형 5세대 대륙간 탄도 미사일이다. R-36과 비슷한 크기이다.

## 역사
세계 최대 대륙간 탄도 미사일인 4세대 SS-18 사탄(러시아명 RS-20V 보예보다) 미사일을 대체하기 위해, 2009년 마케예프 설계국이 개발을 시작했다.
RS-28 사르마트는 미국의 전 세계 신속 타격(Prompt Global Strike, PGS)에 대응한 것이라고 알려져 있다.
2014년 2월 러시아군은 RS-28 사르마트가 2020년에 실전배치가 완료될 것이라고 공식적으로 밝혔다. 최초의 실전배치 개시는 2016년에 이루어질 것으로 보인다.
방산업체 로스오브셰마슈 사장인 아르투르 우센코프는 2012년 12월 16일 이타르타스 통신에 2018년부터 실전배치될 RS-28 사르마트가 "현존하거나 2050년까지 개발될 미국과 나토의 어떤 미사일 방어 시스템도 뚫을 수 있는 능력을 갖추게 될 것"이라고 말했다.
전략 로켓군 총사령관 세르게이 카라카예프 상장(Colonel-General)은 2018년부턴 중형 전략 미사일 RS-28 사르마트를 볼가(볼가-우랄 군관구)와 시베리아(시베리아 군관구)에 배치한다고 밝혔다.
러시아 전략 로켓군은 볼가-우랄 군관구에 제31 로켓 군을 배치하고 있다. 제31 로켓 군에는 제13 적기훈장 로켓 사단(돔바롭스키 공군 기지), 제42 로켓 사단(니즈니타길)이 있다. 러시아 전략 로켓군은 시베리아 군관구에 제33 근위 로켓 군을 배치하고 있다. 제33 근위 로켓 군에는 제62 로켓 사단(우즈르), 제39 근위 로켓 사단(노보시비르스크), 제35 로켓 사단(바르나울), 제29 근위 로켓 사단(이르쿠츠크)이 배치되어 있다. 러시아 전략 로켓군은 R-36 미사일을 2곳에만 배치했다. 제13 적기훈장 로켓 사단(돔바롭스키 공군 기지), 제62 로켓 사단(우즈르)에만 R-36 미사일이 배치되어 있다. 따라서, 2018년부터 R-36의 최신형인 RS-28 사르마트를 볼가와 시베리아에 배치한다는 게, 두 로켓 사단을 말하는 것으로 해석할 수 있다.
무게 208.1톤인 RS-28 사르마트 핵미사일은 1단으로 RD-274 로켓 엔진을 사용한다. RD-274는 125톤 추력 RD-273을 4개 묶어 500톤 추력을 내며, 사산화질소와 UDMH의 액체연료를 사용한다.
미국은 지상발사형 ICBM인 LGM-30 미니트맨을 2030년까지 계속 사용할 계획이다.
2016년 8월 10일 PDU-99(ПДУ-99)라고 불리는 1단 엔진 테스트에 성공했다. PDU-99 엔진은 R-36 ICBM 최신형 버전의 1단에 사용한 RD-274 엔진을 개량한 것이다.
2016년 9월 5일 인테르팍스 통신은 RS-28 '사르마트'를 2018년부터 실전배치할 예정이라고 밝혔다.
러시아 국방부의 주장에 따르면, 나토 코드명 사탄 II인 RS-28 사르마트 신형 미사일은 최고 이동 속도가 초속 7km에 달해 기존 서방권의 미사일 방어망을 뚫을 수 있으며, 프랑스나 미국 텍사스주 만한 크기의 면적을 일시에 초토화시킬 수 있다.
현재까지 RS-28 사르마트의 성공적인 시험 비행은 1회에 불과하며, 2022년 4월 첫 성공 이후 4차례의 시험 발사에 모두 실패했다. 2024년 9월 21일, 시험 비행 준비 과정에서 RS-28 사르마트 1기가 발사장에서 폭발해, 사일로 등 주변 시설에 심각한 피해를 입혔다.

## 게임체인저
2018년 3월, 푸틴 대통령이 의회 연설에서 밝힌 최신형 러시아 전략 핵무기 6종을 발표했다.
- RS-28 사르마트, 지상발사형 ICBM, 아방가르드 (미사일) 3개 탑재
- 아방가르드 (미사일), ICBM 탄두부에 장착하는 극초음속 비행체
- 3M22 지르콘, 극초음속 대함 미사일
- Kh-47M2 킨잘, 극초음속 공대지 미사일
- 9M730 부레베스트니크, 핵추진 순항 미사일
- 페레스베트 (레이저 무기)

## 우크라이나
기존 R-36 핵미사일은 우크라이나 유즈노예에서 개발되었는데, 2014년 크림 위기 등의 전쟁으로 러시아와 우크라이나는 관계가 매우 나쁘다. 따라서, 러시아는 우크라이나와의 교류가 일체 없는 신형 핵미사일인 RS-28을 개발했다. RS-28은 모스크바 외곽에 있는 흐루니체프 공장에서 전적으로 러시아인들에 의해 제작 개발됐다. RS-28은 2018년 실전배치되며, R-36은 2020년 퇴역시킬 계획이다. 모스크바 인근 흐루니체프 공장은 나로호의 1단을 제작한 곳이다.

## 같이 보기
- R-36
- DF-5